# Parc d'État des Prairies
Prairie State Park est une zone de loisirs publique qui couvre près de 1 600 hectares de prairies et de forêts dans le comté de Barton, dans le Missouri. Le parc d'État préserve une grande partie des quelques hectares restants de prairie à herbes hautes de l'État. Le parc comprend des sentiers de randonnée, du camping pour les routards et un centre de nature. Des bisons en captivité et des wapitis errent dans le parc. 

## Écologie
Le parc d'État des Prairies est situé dans l'écorégion de transition centrale forêt-prairies du biome des prairies tempérées, des savanes et des marais. 